# Ann-Charlotte Hesse
Ann-Charlotte Hesse (ur. 13 sierpnia 1954) – szwedzka lekkoatletka, sprinterka, halowa mistrzyni Europy z 1974.
Zdobyła złoty medal w sztafecie 4 × 2 okrążenia na halowych mistrzostwach Europy w 1974 w Göteborgu (sztafeta biegła w składzie: Hesse, Lena Fritzson, Ann-Margret Utterberg i Ann Larsson).
Była halową mistrzynią Szwecji w biegu na 400 metrów w 1974 i 1975.